# Søren Paludan Kiær
Søren Paludan Kiaer, död 1582, var borgmästare och tulltjänsteman i Kolding, Danmark. Som psalmförfattare är han representerad i Psalmebog for Kirke og Hjem.